# Linognathus vituli
Linognathus vituli (лат.) — вид вшей из семейства Linognathidae. Постоянные паразиты крупного рогатого скота, чаще молодняка. Космополит.

## Описание
Длина самцов 1,5—1,9 мм, длина самок 1,8—2,6 мм. Глаза отсутствуют. Усики 5-члениковые. Отличаются удлинённой формой головы конусовидной в передней части, крупными брюшными дыхальцами, наличием нескольких рядов щетинок на тергитах брюшка. Передняя пара ног меньше средней и задней пары. Паразит крупного рогатого скота (Bos taurus), чаще молодняка. Обычно на подгрудке, плечах, голове, шее, вымени, других местах.

## Классификация
Вид был впервые описан в 1758 году шведским натуралистом Карлом Линнеем под названием Pediculus vituli. В дальнейшем был многократно переописан под другими названиями (синонимия).